# Shuja'iya

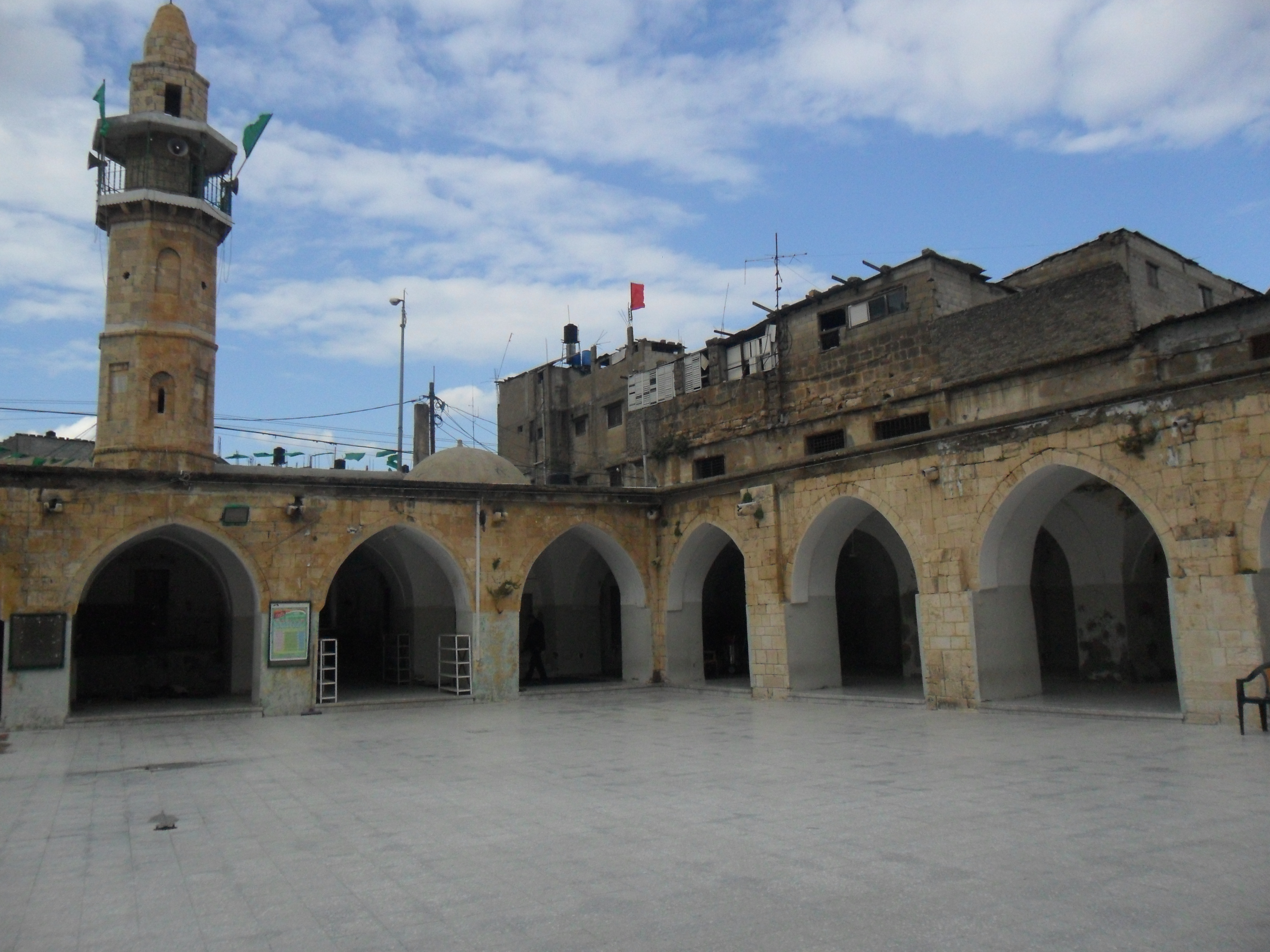
De Ibn Othman-moskee in Shuja'iya

Shuja'iya, ook gespeld als Shuja'iyya, is een van de grootste buitenwijken van Gaza-stad. Het ligt oostelijk van het stadscentrum. Het was in 2014 een van de dichtstbevolkte buurten, met circa 100.000 inwoners. Het heeft een oppervlakte van rond 6 km2.